# Paolo di Castro
Paolo di Castro, o Paolo Castrènse, latinizzato come Paulus Castrensis (Castro, 1360-1362 circa – Siena, 22 giugno 1441), è stato un giurista italiano.
I suoi Consilia lo collocano tra i migliori giuristi del XV secolo.

## Biografia

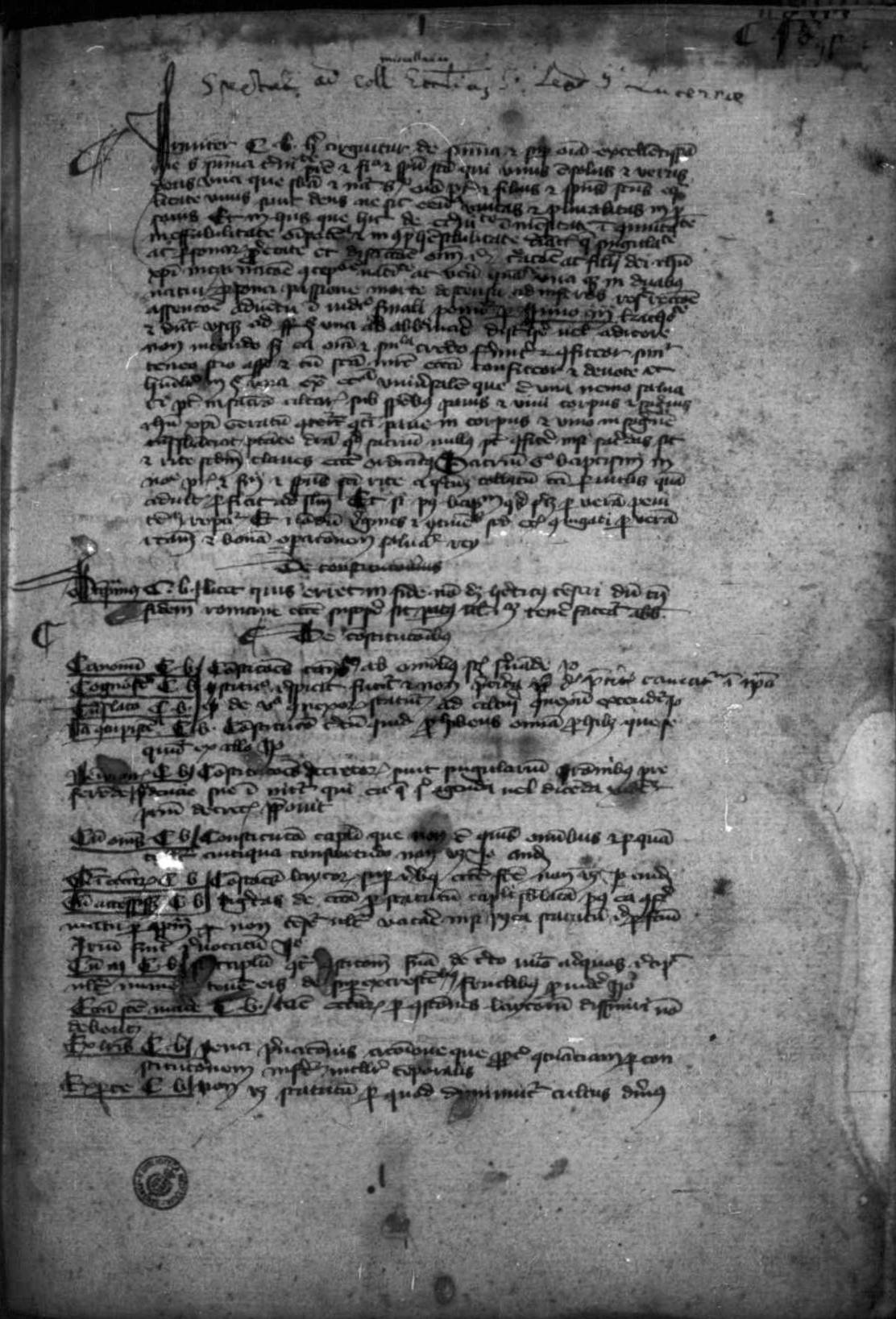
Consilium (datato 8.4.1425), manoscritto, XIV secolo.

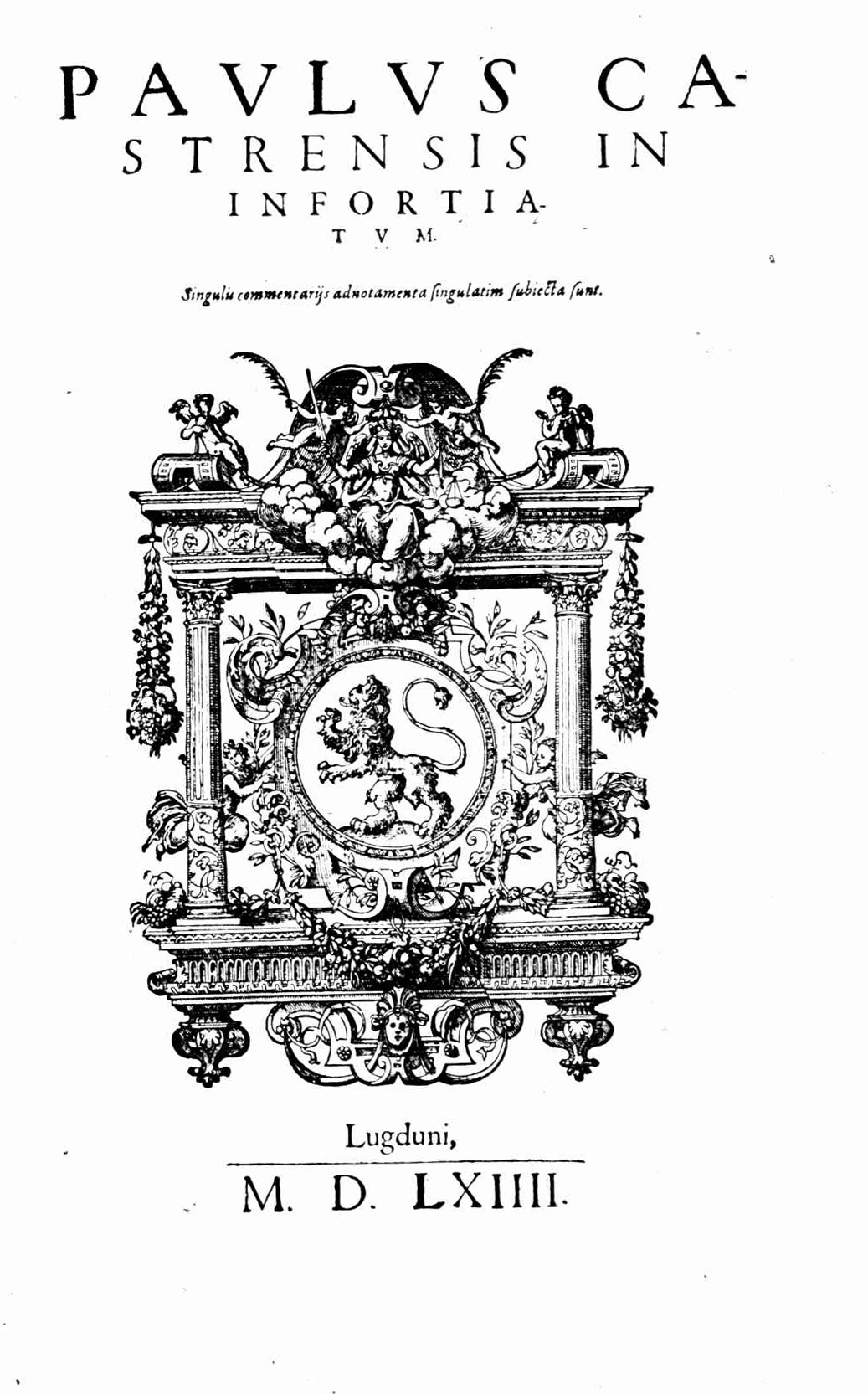
In Infortiatum, 1564

Scarse sono le informazioni sui suoi natali, anche se la sua attività giuridica, ebbe una forte eco: le sue opere furono infatti tra le prime pubblicate con il privilegio della stampa, anche se postume. La sua immagine è rappresentata sul quattrocentesco palazzo romano di Bartolomeo de Dossi. La distruzione della città d'origine durante la guerra tra il papa Innocenzo X e Ranuccio II Farnese duca di Parma e Piacenza, nonché ultimo duca di Castro, causò la perdita di documenti che avrebbero favorito la ricostruzione biografica della sua vita.
Paolo di Castro studiò con Baldo degli Ubaldi a Perugia, passando nel 1383 alla scuola di Cristoforo Castiglioni, trasferendosi poi ad Avignone per seguire il cardinale Pietro Corsini che si trovava alla corte dell'Antipapa Clemente VII seguendo le lezioni di Gilles de Bellemère.

### Docente
Ottenuto il dottorato ad Avignone nel 1385, vi restò in qualità di docente, vivendo al seguito del cardinale Corsini, qui si formò la sua esperienza giuridica restandovi fino al 1402. La permanenza in questa città non fu continuativa, risulta infatti la sua presenza in documenti anche a Tolosa, dove sembra abbia insegnato.
Nei primi anni del XV secolo, Paolo insegnò a Firenze dove sposò donna Piera de' Cervini di Corneto (Tarquinia), nipote del giurista Pietro d'Ancarano, dalla quale ebbe quattro figli: il giurista Angelo, Giovanni che fu al servizio del papato, Gilio (morto di peste a Firenze nel 1420) e Francesca.
Paolo di Castro ricevette l'incarico di podestà di Viterbo nel semestre febbraio/luglio del 1404, per poi ritornare ad insegnare sia all'università di Siena che a quella di Firenze fino al 1415, anno in cui venne richiesto il suo intervento giuridico dall'ordine dei cardinali in merito alla riconciliazione della chiesa romana.
Nell'autunno del 1424 divenne docente dell'università di Bologna restandovi fino al 1429 quando si trasferì a Padova dove erano morti improvvisamente di peste i due giuristi Raffaele Raimondi e Raffaele Fulgosio. Qui Paolo insegnò diritto civile fino al 20 luglio 1441, giorno della sua morte.

### Consulente
Paolo di Castro»
Durante tutti gli anni di insegnamento Paolo svolse anche il lavoro di consulente. La sua capacità giuridica richiese la collaborazione per committenti di elevata importanza. A lui viene riconosciuta la capacità di mantenere l'indipendenza giuridica di pensiero, senza condizionamenti tanto di trovarsi a volte a dover difendere le sue posizioni.
Pur essendo filopapale si trovo a dover invertire a volte quanto dichiarato come nel caso di quel ladro, che trovando rifugio nel coro di una chiesa, venne comunque arrestato. Il giurista riuscì a assolvere l'atto di arresto, dichiarando che il ladro, avendo rubato oggetti della chiesa, era da ritenersi escluso dalla protezione, ma giustamente soggetto al giudizio civile e quindi alla condanna.
Durante lo scisma venne interpellato dai cardinali per la ricostruzione della chiesa, Paolo, malgrado sempre filopapista, sostenne i cardinali nell'obbligo di indire un concilio, dato la gravità della situazione della Chiesa. A lui si unirono i principali esperti di diritto sia civile che canonico.
Il giurista si trovò ad affrontare e giudicare lo spinoso problema dell'usura. Dal XIII secolo infatti gli ebrei che avevano occupato buona parte del territorio italiano praticavano l'attività feneratizia, così come la chiesa. Qui Paolo si trovò a confrontarsi con Alessandro de Nevo che dichiarava l'usura come un peccato contro Dio e contro la natura,, ma come pensava invece Paolo necessaria agli uomini. La difficile questione se dovesse prevalere la ius civile o la ius canonicum per Paolo, doveva essere risolto in base al territorio prevalente, a meno che l'applicazione del diritto romano avesse condotto al peccato, in quel caso era obbligo applicare il diritto canonico. I due fori giuridici si incontravano frequentemente, e malgrado Paolo fosse devotissimo e vicino al papa e ai cardinali quando incontrava questioni di diritto non difendeva obbligatoriamente lo ius canonicum, anzi tentò sempre di applicare la legge civile come interpretazione razionale.

## Opere
- Consilia et allegationes, Roma, Wendelinus de Wila, 1473 opera postuma.
  - (LA) Consilia, vol. 1, Venezia, Società dell'Aquila che si rinnova, 1581.
  - (LA) Consilia, vol. 2, Venezia, Società dell'Aquila che si rinnova, 1581.
  - (LA) Consilia, vol. 3, Venezia, Società dell'Aquila che si rinnova, 1581.
- Lectura super VI. libro Codicis, Brescia, Heinrich von Köln per Antonium Venereum et Johannem Hemo, 1477 opera postuma.
- Lectura super II. parte digesti veteris, Bologna, Heinrich von Köln per Sigismundum a Libris, 1478 opera postuma.
- Lectura super I. parte Infortiati, Bologna, Heinrich von Köln, 1478 opera postuma.
- Lectura super II. parte Infortiati, Ferrara, Andreas Belfortis, 1480 opera postuma.
  - (LA) In Infortiatum, Lyon, Etienne Servain, 1564.
- Lectura super II parte digesti novi, cum aepistolam Francisci Tuppi, Napoli, Sixtus Riessinger per Bernardinum de Gerardinis de Amelia, 1479 opera postuma.
- Repetitio in rubrica de liberis et postumis, Bologna, Heinrich von Köln, 1479 opera postuma.
- Lectura super I.-III. libris Codicis, Modena, Heinrich von Köln, 1483 opera postuma.
- Lectura super I. parte digesti veteris, Bologna, Heinrich von Köln, 1483 opera postuma.
- Lectura super VII. libro Codicis, Venezia, Franciscus Moneliensis, Hermann Liechtenstein, 1483 opera postuma.
- Lectura super I. parte digesti novi, Francisci Moneliensis, 1483 opera postuma.
- Epistolae, Venezia, Bernardinus Stagninus, 1483 opera postuma.
- Lectura super VI. libro Codicis, Siena, Heinrich von Köln & C., 1484 opera postuma.
- Lectura super IV. libro Codicis, Siena, Heinrich von Köln per Laurentium Canizarium, Jacobum Germonia & Lucam de Martinis, 1485 opera postuma.
- Repetitiones tres etc., Venezia, Bernardinus Stagninus, 1491 opera postuma.
- Alberti de Gandino, De maleficiis, cum Additionibus Pauli de Castro, Venezia, Bernardinus Stagninus, 1491.
- Repetitio de vi et de iudiciis, Pavia, Leonardus Gerla, 1494 opera completa postuma.
- (LA) Patavinae praelectiones, vol. 1, Lyon, Georges Regnault, 1546.
  - (LA) Patavinae praelectiones, vol. 2, Lyon, François Marchant & Claude Marchant, 1547.
  - (LA) Patavinae praelectiones, vol. 3, Lyon, Gaspard Trechsel, 1546.
  - (LA) Patavinae praelectiones, vol. 4, Lyon, Georges Regnault, 1546.
  - (LA) Patavinae praelectiones, vol. 5, Lyon, Gaspard Trechsel, 1546.
  - (LA) Patavinae praelectiones, vol. 6, Lyon, Georges Regnault, 1548.
  - (LA) Patavinae praelectiones, vol. 7, Lyon, Gaspard Trechsel, 1546.
  - (LA) Patavinae praelectiones, vol. 8, Lyon, Georges Regnault, 1548.

### Manoscritti
- Consilia, XV secolo, Freiburg/Breisgau, Universitätsbibliothek Freiburg/Breisgau, Handschriften, Hs. 225.
  -  Consilia, XV secolo, Nürnberg, Stadtbibliothek im Bildungscampus Nürnberg, Handschriften, Cent.II.95.
  -  Consilia, XV secolo, Berlin, Staatsbibliothek zu Berlin Preußischer Kulturbesitz, Manuscripta latina, Ms. lat. fol. 474.
- Consilium (datato 8.4.1425), XIV secolo, Firenze, Biblioteca Medicea Laurenziana, Fondo Ashburnham, Ashb. 1798 (antea 1025),  ff. 190-192.
- Lecturae super Digesto veteri, infortiato et novo, XV secolo, Paris, Bibliothèque Nationale de France, Fonds latin, Lat. 4500.
- Lectura Digesti veteris, pars II, XV secolo, München, Bayerische Staatsbibliothek, Codices latini monacenses, Clm 6657.
- Lectura Codicis, XV secolo, München, Bayerische Staatsbibliothek, Codices latini monacenses, Clm 10473.